# 初笑い!オールスター昭和なつかし亭
初笑い!オールスター昭和なつかし亭（はつわらいオールスターしょうわなつかしてい）は、NHKBS2で放送されていた特別番組。

## 概要
「昭和」を駆け抜けた名人・達人たちの貴重な映像を公開。スタジオにも寄席セットを作り、落語・漫才・奇術などを生放送で実演した。

## 放送日時
1. 2007年1月2日 16:00-19:00，19:30-22:00
2. 2008年1月1日 15:30-18:55，19:20-22:00
3. 2009年1月1日 15:30-18:55，19:20-21:58
4. 2010年1月1日 12:10-18:59
5. 2011年1月1日 12:10-18:59

## 司会
- 竹下景子
- 高山哲哉
- 島崎和歌子（2007年）
- 林家いっ平→林家三平（2008 - 2011年）

## スタジオ出演
桂文珍、かしまし娘、ナイツ、立川談志、おぼん・こぼん、ポカスカジャン、マギー司郎、三遊亭金馬、灘康次とモダンカンカン、松旭斎すみえ、青空球児・好児、今いくよ・くるよ、松金よね子、山本晋也、澤田隆治、橘家圓蔵、池波志乃、桂米丸

## VTR出演
古今亭志ん生、金原亭馬生、桂枝雀、春日三球・照代、夢路いとし・喜味こいし、海老一染之助・染太郎